# Ваздухопловни савез Србије и Црне Горе
Ваздухопловни савез Србије и Црне Горе (ВС СЦГ) је некадашњи ваздухопловни савез који је настао из Ваздухопловног савеза Југославије 2003. године, када је промењено име државе Југославије у Државна заједница Србија и Црна Гора.
Ваздухопловни савез Србије и Црне Горе са седиштем у Београду је био активни члан Међународне ваздухопловне федерације и у свом саставу је имала 58 аероклубова и 4 регионална ваздухопловна савеза са око 2500 чланова. При аеро-клубовима је било 25 летачких центара, у којима се обављала целокупна стручна летачка и падобранска активност ВС СЦГ, као и његових чланова. Аеро-клубови су располагали значајном ваздухопловном базом, са 21 спортским аеродромом, потребним објектима и инфраструктуром, као и авионима разних типова и намена, ваздухопловним једрилицама, спортским и падобранима за обуку, као и осталом пратећом опремом за рад.
Активности ВС СЦГ и његових организација су обувхатале: ваздухопловно и ракетно моделарство, падобранство, ваздухопловно једриличарство, летење моторним авионима, летење ултралаким ваздухопловима, змајарство, параглајдинг, самоградњу ваздухоплова и друге ваздухопловне активности везане за ваздухопловне спортове.
У оквиру наведених активности ВС СЦГ са својим чланицама је организовао и одржавао ваздухопловна спортска такмичења и друге ваздухопловне манифестације у Србији и Црној Гори, селектовао и припремао спортисте за учешће на међународним такмичењима, а у својим чланицама — аеро-клубовима је вршио припрему и обуку младих кадрова потребних тадашњем спортском, цивилном и војном ваздухопловству.
Сваке године, Ваздухопловни савез Србије и Црне Горе је вршио избор најбољих спортиста по гранама ваздухопловних спортова и бирао најбољег спортисту савеза, који као награду добија Статуу „Златни орао”. До укидања савеза ово највише признање у Ваздухопловном савезу је добило 45 спортиста (9 падобранаца, 6 једриличара, 9 пилота моторних авиона, 5 ракетних и 15 ваздухопловних моделара и један пилот параглајдера)

## Претходник
Претходник ВС СЦГ је основан ка самостална организација након Другог светског рата, 22. октобра 1948. године (од 1945—1948. године радио је у саставу Фискултурног савеза Југославије и Народне технике Југославије), под именом Ваздухопловни савез Југославије. Овај савез је био активни члан Међународне ваздухопловне федерације (ФАИ), непрекидно од 1948. године, као и у периоду од 1921. до 1941. године као Краљевски југословенски аеро-клуб „Наша Крила”.

## Наследник
Ваздухопловни савез Србије (ВСС) је основан као наслединк Ваздухопловног савеза Србије и Црне Горе на седници одржаној 27. јуна 2006. године у Београду. По окончању референдума о самосталности Црне Горе, скупштина је донела одлуку да се Ваздухопловни савез Србије и Црне Горе припаја Ваздухопловном савезу Србије, и да Ваздухопловни савез Србије наставља правни континуитет Ваздухопловног савеза Србије и Црне Горе.